# Sveti Petar u Šumi
Sveti Petar u Šumi (em italiano:  San Pietro in Selve) é um município da Croácia, situado no condado da Ístria. Tem 15 km² de área e sua população em 2011 foi estimada em 1.065 habitantes.